# 투르크메니스탄 육군
투르크메니스탄 육군(투르크멘어: Türkmenistanyň gury ýer güýçleri)은 투르크메니스탄군의 육군 지부이다. 육군은 다양한 유형의 병력으로 구성된 소규모 부대뿐만 아니라 제2, 제3, 제11, 제22기동소총사단을 포함한다.

## 역사
현재의 투르크메니스탄 육군의 기반은 소련군의 투르키스탄 군관구(이웃하는 우즈베키스탄에 근거지를 둔)의 여러 소총 사단이다. 이 부대들 중 36군단이 투르크멘 소비에트 사회주의 공화국에 주둔하고 있었다. 5만 명 이상의 옛 소련군 병력이 국방부 창설에 따라 철수하거나 해고되었다. 이는 1991년 말 투르크멘 소비에트 사회주의 공화국에서 활동했던 소련군의 절반 이상이었다. 1990년대 전반기의 임시 육군 사령관에는 빅토르 자바르진 소장과 니콜라이 코르밀체프 중장(각각 투르크메니스탄 분리연합군 참모총장 겸 사령관)이 포함되었다. 1993년까지 지상군은 200개의 군부대를 운영했는데, 그 중 70개는 투르크멘-러시아 합동 관할하에 있었다. 육군은 1996년까지 단일 육군 군단으로 편성된 약 11,000명으로 줄었다. 육군은 2009년부터 1월 27일을 조국 수호의 날로 기념하고 있다.

## 구조
지상군 부대는 5개 군구 아할주 군구, 발칸주 군구, 다쇼구즈주 군구, 레바프주 군구, 마리주 군구에 각각 위치하고 있다. 육군의 직접적인 작전 통제는 투르크메니스탄 국군 총참모부가 담당한다.

## 전통

### 군기
전투 현수막을 받기 위해 군 지휘관들은 최고사령관에게 다가가 손에서 전투 현수막을 받아 기수에게 건넨다. 이어 녹색 전투 현수막을 펼친 뒤 지휘관들이 이끄는 기수단이 한 걸음 뒤쫓아 현 기념식 참석자 대열 앞을 지나간다. 국기와 제헌절 등 공휴일에도 열린다.

### 기병대

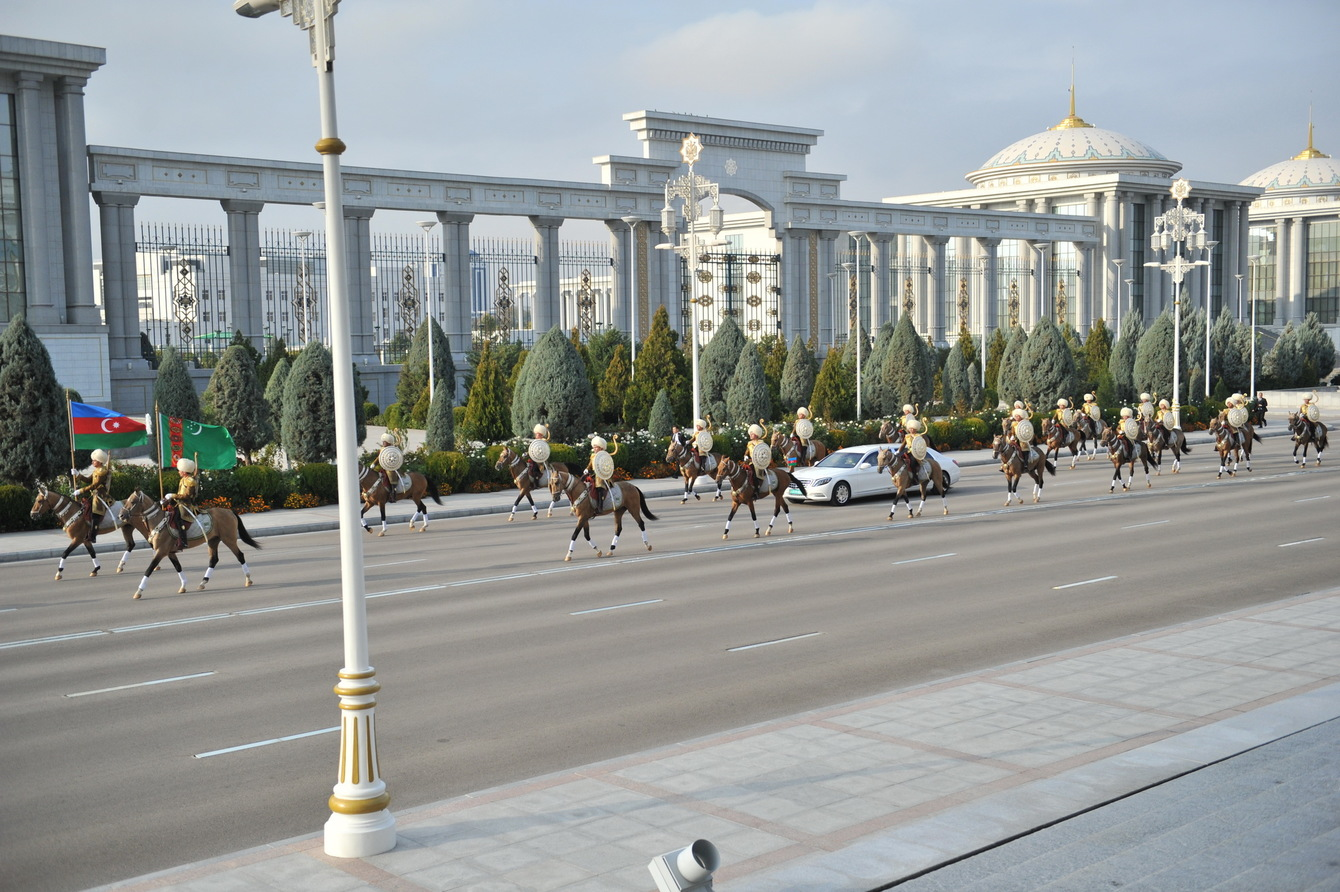
아시가바트의 기마 기병대

2012년 10월 육군에 특수기병부대 창설 명령이 내려졌다. 같은 해 국방부 승마종합청사가 문을 열었다.

### 계급
2003년, 사파르무라트 니야조프 대통령은 국가 전통에 따라 육군을 강화할 것을 촉구했다. 국방부 연설에서, 그는 투르크멘인 "에저" (전사)는 "군인"보다 더 많은 존경심을 가지고 있다고 말했다.

## 같이 보기
- 투르크메니스탄군
- 투르크메니스탄 해군
- 투르크메니스탄 공군